# Protestantse Kerk (Groesbeek)

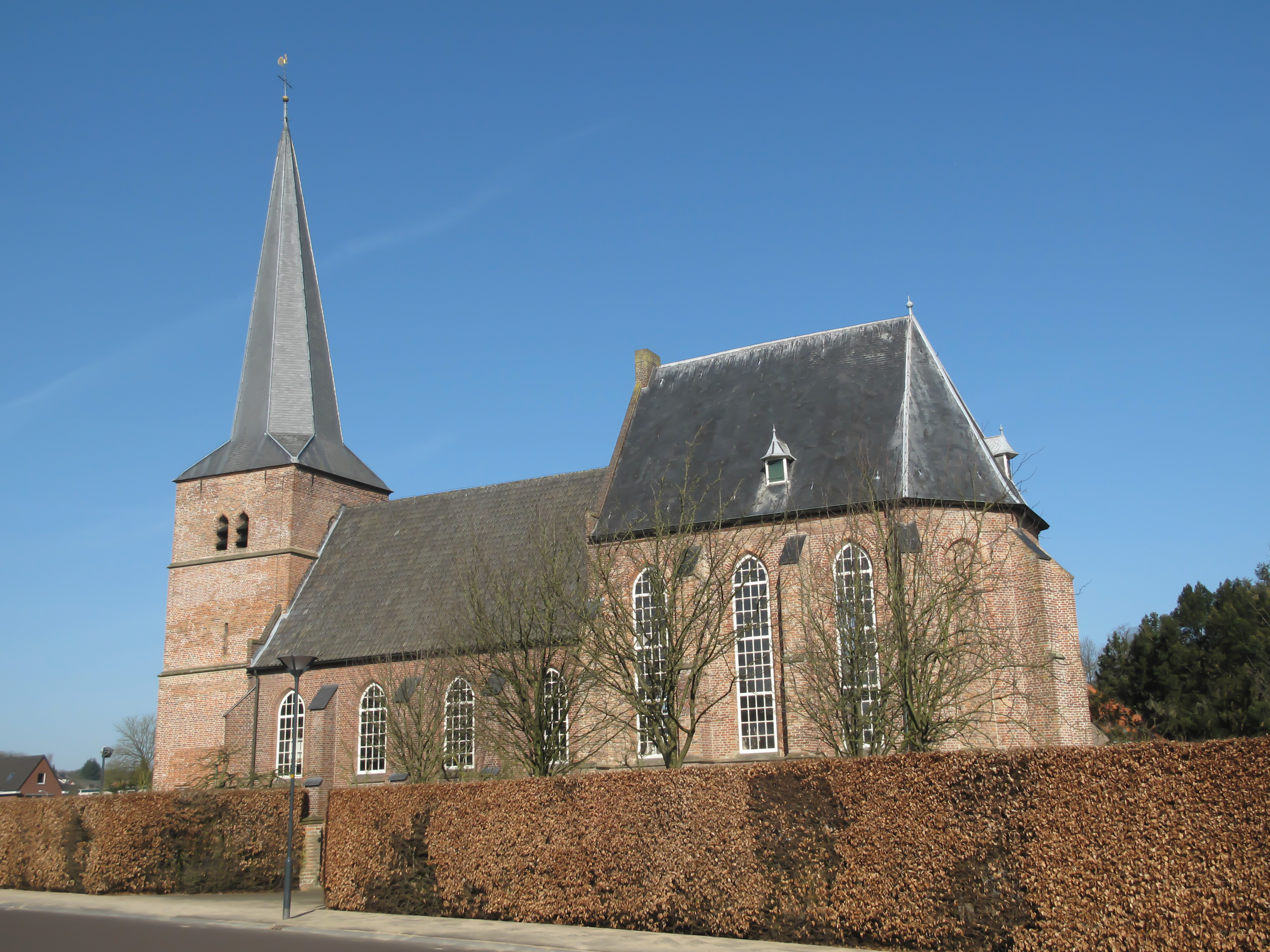
Die Protestantse Kerk zu Groesbeek

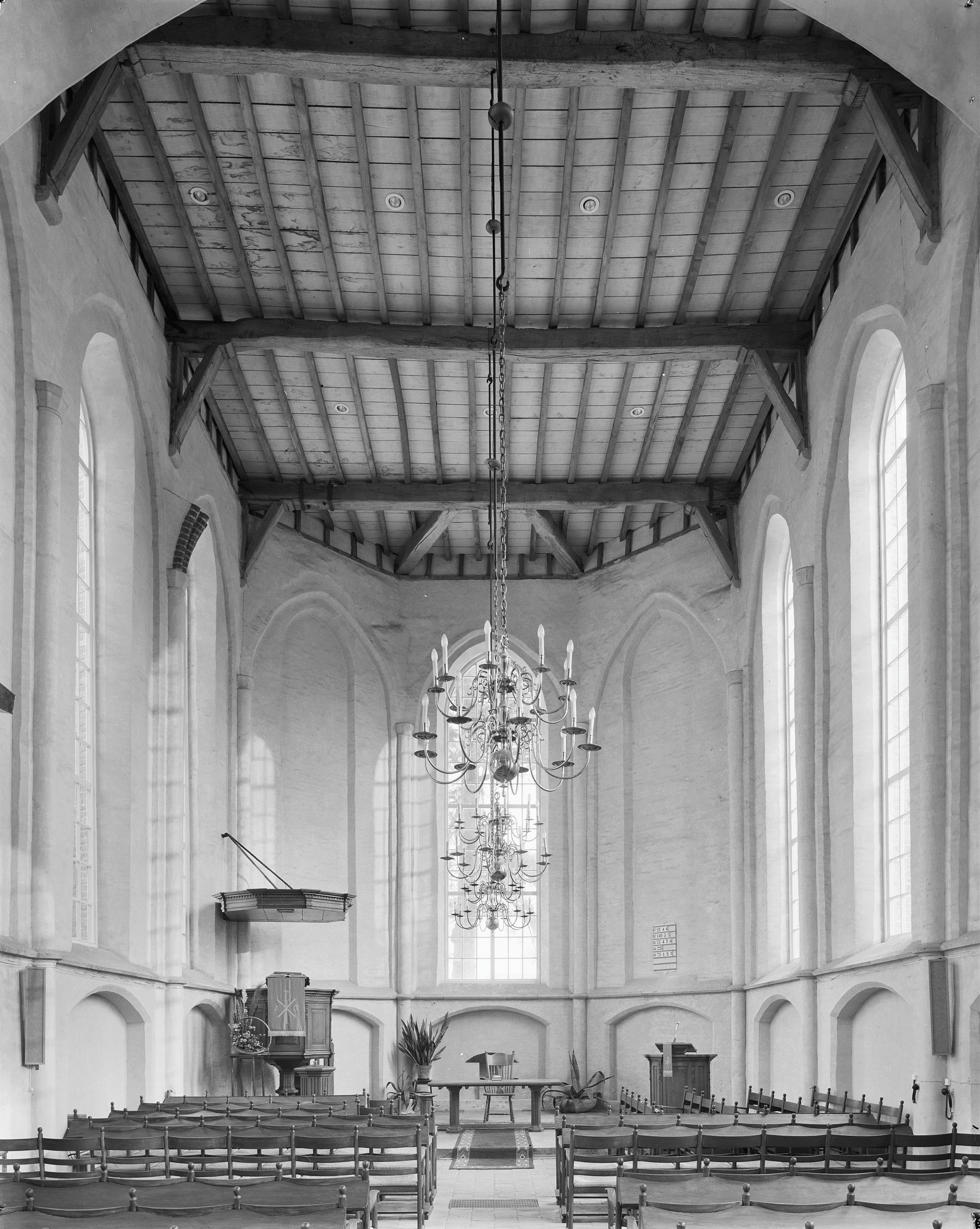
Blick in den Chor

Die Protestantse Kerk ist die evangelische Kirche von Groesbeek in der niederländischen Provinz Gelderland. Der Turm der Kirche sowieso das Kirchenschiff sind seit 1971 als Rijksmonumente eingestuft.

## Geschichte
Die bis zur Einführung der Reformation den heiligen Cosmas und Damian gewidmeten Kirche besitzt als ältesten Bauteil einen vorgesetzten Westturm aus dem 14. Jahrhundert mit einer Turmhaube aus dem späten 15. Jahrhundert. Der spätgotische Chor, der höher als das einschiffige Langhaus ist, wurde in der zweiten Hälfte des 15. Jahrhunderts errichtet.
1798 wurde das Langhaus aus dem 15. Jahrhundert verwüstet und später niedergelegt. Es wurde 1953–54 in neugotischen Formen auf den alten Fundamenten rekonstruiert. Die frühere reformierte Kirchengemeinde gehört zur 2004 geschaffenen unierten Protestantischen Kirche in den Niederlanden.